# ももこ (イラストレーター)
ももこ（momoco、1月25日 - ）は、日本のイラストレーター。北海道出身。同人サークルの「さしみねこ屋」を主宰している。
2019年10月4日から同年10月23日まで自身初となる個展「espressivo」が表参道のギャラリー「pixiv WAEN GALLERY」にて開催された。その後2020年1月18日から同年2月23日まで、台湾でも個展が開催された。
2020年5月30日に画集『ももこ画集 arietta』（玄光社）を刊行。オリジナルや商業作品、二次創作を含めた230点のイラストが収録されている。
『このライトノベルがすごい! 2022』（宝島社）イラストレーター部門で第10位に入っている。

## 作品一覧

### イラスト

#### ライトノベル
- 『悪逆騎士団 そのエルフ、凶暴につき』（著：水瀬葉月） 挿絵
- 『ラストエンブリオ』（著：竜ノ湖太郎） 挿絵
- 『時々ボソッとロシア語でデレる隣のアーリャさん』（著：燦々SUN） 挿絵
- 『教え子に脅迫されるのは犯罪ですか?』（著：さがら総） 挿絵
- 『純白と黄金』（著：夏目純白、キャラクター原案：らたん） 挿絵

### キャラクターデザイン

#### ゲーム
- 『バレットガールズ ファンタジア』
- 『かんぱに☆ガールズ』ノマドア・ニヒル他

#### バーチャルYouTuber
- NIJISANJI EN「ペトラ・グリン」
- ホロライブ「博衣こより」[7]
- にじさんじ「五十嵐梨花」[8]
- ななしいんく「杏戸ゆげ」（新ビジュアル）[9]